# Међу нама: неиспричане приче геј и лезбејских живота (зборник радова)

Међу нама: неиспричане приче геј и лезбејских живота је зборник радова који говоре о историји хомосексуалности у Србији. „Међу нама” представља резултат опсежног истраживања спроведеног у оквиру пројекта „Интрудерс” који истражује из званичне историје искључену и занемарену историју хомосексуалности у Београду, Србији и Југославији. Зборник је издат 2014. године у издању Хартефакт фонда. Уреднице публикације су Јелисавета Благојевић и Олга Димитријевић, а ангажовано је 25 истраживача који су обрадили 22 теме.
Зборник се састоји од четири целине - историја хомосексуалности, свакодневни живот у савременој Србији, хомосексуалност у поп и високој култури и развој активизма у Србији.
Двадесет и девет ауторки и аутора настојало је да из различитих дисциплинарних углова артикулише неистражено поље феномена популације која се означава сексуално различитима, и то: унутар институција, свакодневног и приватног живота, медијских репрезентација и активизма.